# Museo del Vino de Ronda
El museo del vino de Ronda es un recinto vinícola situado en Ronda (Málaga) España.

## Contenido
El museo incluye diez salas de exposición permanente, un patio cubierto, sala de audiovisuales, aula de cata y enotienda.
En pleno casco histórico , en una casa palacio con más de mil años de historia. La antigua bodega se ha convertido hoy en un  museo.Ofrece un paseo por la historia y la cultura del vino, producto éste asociado a la mitología y la religión, con fuerte presencia social y cuya elaboración precisa, tanto en el campo como en la bodega, de trabajos que recogen la esencia de labores tradicionales.
En su interior se encuentran las famosas Fuentes del Vino de Ronda.Antigua fuentes de piedra con cuatro grifos de bronce que da diferentes tipos de vinos por sus chorros, siendo de gran interés turístico y donde no falta la gente provando sus delicioso vinos.
El museo del Vino de Ronda promueve y desarrolla el interés de los diversos públicos por el patrimonio cultural de nuestros vinos.
Mediante el fomento con la curiosidad la inventiva y la investigación además de presentar una imagen positiva de los valores tradicionales de los vinos.El museo además de cumplir con sus funciones de investigación, es también un espacio de disfrute y aprendizaje.Pertenece este museo a Bodegas La Sangre de Ronda.
Esta doble característica lo convierte en un lugar abierto y vivo y por ende un espacio para la comunicación.
Como alberga diversidad de objetos significativos, es depositario de un importante patrimonio cultural, parte integrante de la identidad rondeña, pero sería en vano el trabajo de coleccionar, investigar, conservar y exhibir, una serie de objetos originales si no existiera la posibilidad de que el ser humano animara esos objetos, y lograra establecer una comunicación sensible con ellos.

## Descripción del edificio
El singular edificio que alberga el museo cuenta con una tradición milenaria en la elaboración de vinos.
Su especial arquitectura corresponde a la reutilización del espacio por los diferentes colonizadores del lugar.
En la reestructuración del edificio se encontraron restos que certifican una ocupación, en torno a más de dos mil años de antigüedad, perteneciendo el enclave a la parte más primitiva de colonización de la Serranía de Ronda; La ocupación sucesiva por Íberos, fenicios y romanos han dejado importantes restos en el edificio.
El patio central es claramente el de una villae romana, patio central desde el que se distribuyen los habitáculos, sin embargo la típica entrada en forma de “L” advierte claramente una utilización árabe, con el objetivo de mantener la intimidad de la vivienda.
En esta época de máximo esplendor de Ronda, el edificio formaba parte de la “Casa del Gigante”: palacio real del rey árabe de Ronda, posiblemente como bodega. Posteriormente este uso se fue manteniendo hasta nuestros días.
La aparición de la balconada superior es de más reciente creación, y de estilo castellano, se utilizó como vivienda durante los siglos XVIII y XIX; hoy se ha perdido su artesonado mudéjar, del que sólo conservamos algunos restos y sus pinturas murales que fueron perdiéndose con el tiempo.
Hasta 1977 fue utilizado como bodega, era frecuente en época de vendimia la llegada de cargas de uvas, sobre los animales con su preciada carga, donde eran pisadas para elaborar el mosto que luego envejecían en más de veinte tinajas de 500 litros que se extrajeron en la restauración.

## Actividades del museo
Visitas guiadas
Catas dirigidas de vinos tradicionales, de vinos tintos y mixta
Escuela de cata, talleres de vinos y enología
Taller sensorial del vino

## Apuntes de Historia
Es en la época prerromana cuando aparecen los Tartesos como civilización en el valle del Guadalquivir y sus márgenes. Los datos históricos aportados por los griegos nos hablan de dos culturas presentes: Celtas e Iberos, unos al norte y otros al sur , parece que ambas llegaron hasta Ronda.
Los Celtas llegan a la península en el primer milenio antes de Cristo. De aquí saldrían los primeros civilizadores de nuestra comarca los Bástulos que eran posiblemente descendientes o parte de Tartesos, nace Arunda. El historiador griego Tucídices dijo en el siglo V a. C., que los pueblos del Mediterráneo emergieron del barbarismo cuando aprendieron a cultivar la oliva y la vid.
La costa peninsular oriental fue ocupada primero por los Fenicios, aproximadamente hacia el 700 a. C.. Se tiene certeza de su ubicación en Acinipo y Ronda, a partir de ellos comenzaría un cultivo intensivo de la vid y comercialización a gran escala, aunque por los pólenes encontrados , de más antigüedad se descarta que fuesen los introductores de su cultivo.
Tras la segunda guerra púnica entre el 218 a. C. y el 201 a. C., se puede considerar la península ibérica sometida al poder de Roma, como nuestras ciudades Acinipo Y Arunda.
La campaña de ocupación, tras la expulsión cartaginesa, fue rápida. Ronda quedó dentro de la provincia llamada Hispania Ulterior Baetica administrativamente dependería de los conventos gaditanos o hispalenses y se convierte en núcleo de comunicación entre las dos partes de Andalucía.
Acinipo alcanzaría su esplendor, lo que permitió que se llegase a acuñar moneda. En ella se representaba el racimo de uvas y hojas de parra , producto preponderante de la zona, hablamos de la Tierra de Vinos, según traducción del nombre. Tras la victoria de César sobre Pompeyo, alcanzaría el título de ciudad, siendo elevada a la categoría de Municipio, por lo que sus vecinos adquirieron el derecho de regirse por sus propias leyes.